# Cosnier
Pour les articles homonymes, voir Cosnier (homonymie).
Le Cosnier est une rivière normande, affluent de la Charentonne en rive gauche, donc sous-affluent de la Seine par la Risle.

## Géographie
D'une longueur de 13,2 kilomètres, le Cosnier naît dans la vallée de la Charentonne (département de l'Eure), à l'ouest de Broglie.
La rivière coule, selon une direction Nord - Nord-est, le long de la Charentonne avec laquelle elle conflue à Bernay.

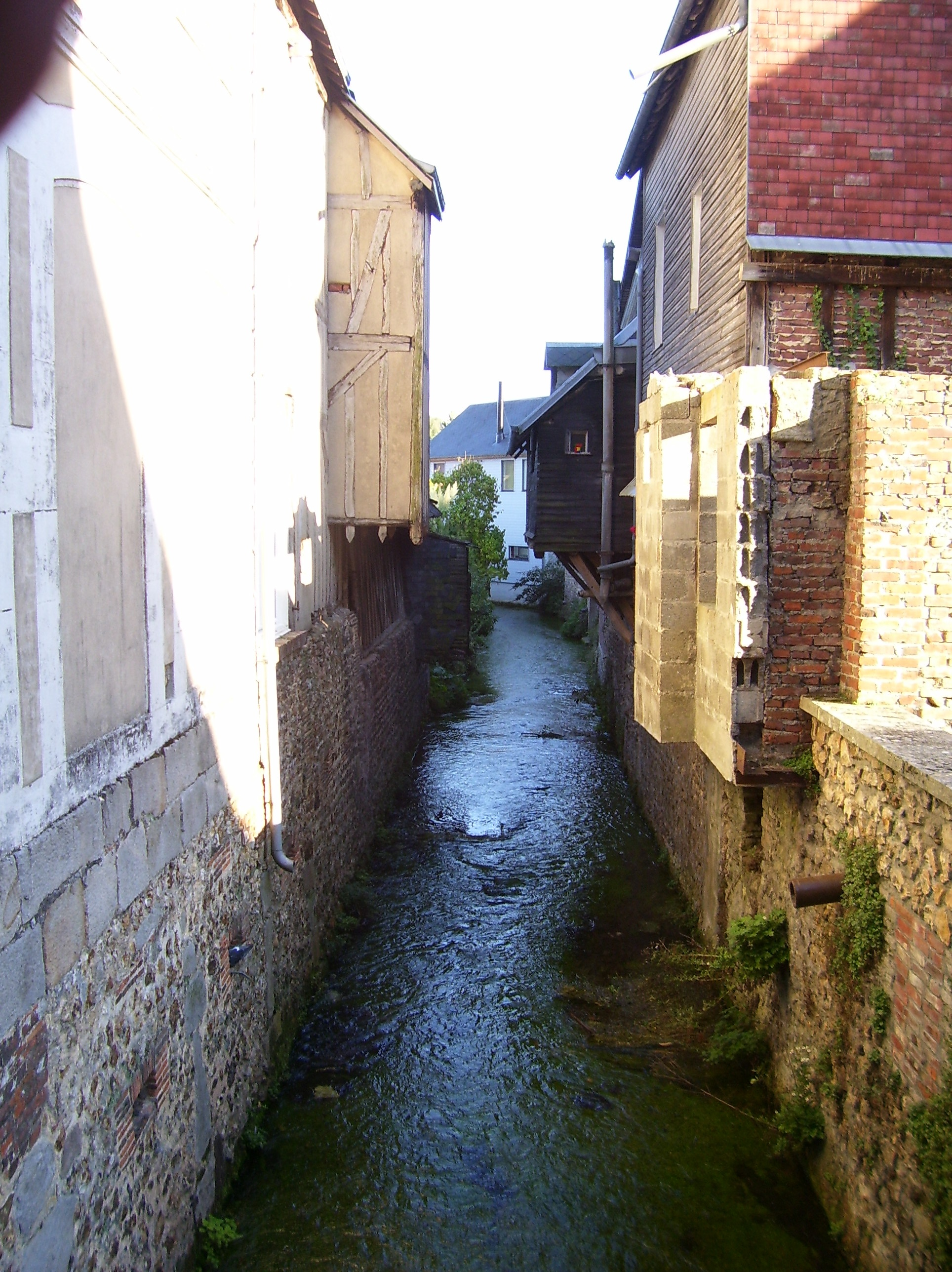
Le Cosnier à Bernay